# Eremellidae
Eremellidae är en familj av kvalster. Eremellidae ingår i överfamiljen Eremelloidea, ordningen Sarcoptiformes, klassen spindeldjur, fylumet leddjur och riket djur. Enligt Catalogue of Life omfattar familjen Eremellidae 11 arter. 
Kladogram enligt Catalogue of Life:
| Eremellidae | \| \| Archeremella \| \| \| \| \| \| Eremella \| \| \| \| \| \| Licnocepheus \| \| \| \| \| \| Triteremella \| \| \| \| |
|             | \| \| Archeremella \| \| \| \| \| \| Eremella \| \| \| \| \| \| Licnocepheus \| \| \| \| \| \| Triteremella \| \| \| \| |
|             | Arceremaeidae |
|             | |
|             | Caleremaeidae |
|             | |
|             | Machadobelbidae |
|             | |
|             | Oribellidae |
|             | |
|             | Platyameridae |
|             | |
|             | Spinozetidae |
|             | |
|             | Archeremella |
|             | |
|             | Eremella |
|             | |
|             | Licnocepheus |
|             | |
|             | Triteremella |
|             | |

|  | Archeremella |
|  |              |
|  | Eremella     |
|  |              |
|  | Licnocepheus |
|  |              |
|  | Triteremella |
|  |              |